# ポルヒ
ポルヒ (独: Polch)はドイツ連邦共和国 ラインラント＝プファルツ州マイエン＝コブレンツ郡にある市。マイエンの東に位置している。
マイフェルト連合自治体 (独: Verbandsgemeinde Maifeld) の行政庁所在地である。